# San Miguel del Arenal
San Miguel del Arenal es una localidad del estado mexicano de Guanajuato. Es parte del municipio de Silao de la Victoria.

## Toponimia
El nombre «San Miguel» hace referencia al santo patrono de la localidad: Miguel Arcángel.

## Demografía
| Gráfica de evolución demográfica |
|                                  |

| Censo | Población |
| ----- | --------- |
| 1900  | 79        |
| 1910  | 124       |
| 1921  | 219       |
| 1930  | 100       |
| 1940  | 168       |
| 1950  | 172       |
| 1960  | 299       |
| 1970  | 358       |
| 1980  | 450       |
| 1990  | 741       |
| 2000  | —         |
| 2010  | 1 236     |
| 2020  | 1 508     |